# Anteos maerula
Anteos maerula es una especie de mariposa, de la familia de las piérides, que fue descrita originalmente con el nombre de Papilio maerula, por Fabricius, en 1775, a partir de ejemplares procedentes de América.

## Distribución
Anteos maerula está distribuida entre las regiones Neotropical y Neártica y ha sido reportada en 15 países.

## Plantas hospederas
Las larvas de A. maerula se alimentan de plantas de las familias Fabaceae y Rhamnaceae. Entre las plantas hospederas reportadas se encuentran Senna bicapsularis, Senna atomaria y Senna hayesiana.